# 田中道子
田中 道子（たなか みちこ、1989年8月24日 - ）は、日本の女性モデル、女優。オスカープロモーション所属。夫はプロサッカー選手の川又堅碁。

## 経歴
静岡県浜松市出身。3人兄妹の末っ子であり、兄と姉がいる。母は鹿児島県徳之島の出身。
浜松市立高等学校を経て、静岡文化芸術大学デザイン学部空間造形学科を卒業。中学まではテニスをやっていたが、高校での体験入部で挫折したため、テニスを諦めて吹奏楽部へ入部。
2009年、ミス浜松グランプリ選出。
2011年、ミス・ユニバース・ジャパン2011で3位入賞。大学卒業後に二級建築士の資格を取得していたことから建設会社への就職を希望して就職活動をしていた際に、オスカープロモーションの関係者にあいさつに出向いたことがきっかけで同社の社長から「女優になる気があるならレッスンを受けなさい」と言われて芸能界入りを決意する。
2013年、ミス・ワールド2013の日本代表に選出。
2016年、『女優宣言お披露目記者発表会』にて女優へ転身することを発表。『ドクターX〜外科医・大門未知子〜』第4シーズンでテレビドラマ初出演。
2017年に浜松市から『やらまいか大使』に委嘱された。
2022年に一級建築士試験に合格した。
2024年4月22日、サッカー元日本代表の川又堅碁と結婚したことを所属事務所の公式ホームページにて発表した。
2025年7月6日、自身のInstagramを通じ、第1子男児出産を発表した。

## 人物
- 特技はピアノ、ハープ演奏、テニス、スキューバダイビング。絵を描くのが好きで、プロ級の腕前を持ち、2019年には第104回二科展の絵画部で初出展初入選を果たす[15]。好きな飲み物はカフェオレで、「お寿司を食べる時でも飲む」と語る[5]。競馬好き[16]。
- 地元浜松市出身の久保ひとみに憧れがあり、「久保さんみたいな人になりたい」と大学時代にテレビ静岡の番組に出演したこともある[5]。
- 地元のプロサッカーチームであるジュビロ磐田のファンであることを公言しており[5][17]ジュビロ磐田の選手達ともプライベートで交流関係がある。夫の川又堅碁との出会いも、そのジュビロでのサッカー関係者達との集いがきっかけだったと語っている[4]。
- 女優としても活動していることから、「いずれは主役もやりたい。アクションが得意なので、その系統の作品でも頑張りたい。」と抱負を述べている[18]。

## 出演

### テレビ

#### ドラマ
- ドクターX〜外科医・大門未知子〜 第4シリーズ（2016年10月13日 - 12月22日、テレビ朝日） - 白水里果（東帝大学病院病院長秘書） 役[9]
- 貴族探偵（2017年4月17日 - 6月26日、フジテレビ） - 冬樹和泉 役[19]
- 大河ドラマ 西郷どん（2018年、NHK） - タマ 役[20]
- 松本清張特別企画『犯罪の回送』（テレビ東京、2018年7月2日） - 青木奈津美 役
- 絶対零度〜未然犯罪潜入捜査〜（2018年7月9日 - 9月10日、フジテレビ） - 板倉麻衣 役[21]
- ドロ刑 -警視庁捜査三課-（2018年10月13日 - 12月15日、日本テレビ） - 霞沙織 役
- 後妻業（2019年1月22日 - 3月19日、関西テレビ・フジテレビ） - 山本絵美里 役
- 偽装不倫（2019年7月10日 - 9月11日、日本テレビ） - 山田まさ子 役
- この男は人生最大の過ちです（2020年1月19日 - 3月22日、朝日放送テレビ） - 三島冴 役[22]
- M 愛すべき人がいて（2020年4月 - 7月、テレビ朝日） - 吉田明日香 役[23]
- 極主夫道（2020年10月11日 - 12月13日、読売テレビ・日本テレビ系） - 太田佳世 役[24]
- 君と世界が終わる日に（2021年1月31日 - 3月21日、日本テレビ） - ハル 役[25]
- 六本木クラス（2022年7月7日 - 9月29日、テレビ朝日） - 理沙ガルシア 役[26]
- 霊媒探偵・城塚翡翠（2022年10月16日 - 11月13日、日本テレビ） - 雨野天子 役[27]
- 相棒 season21 第18話（2023年2月22日、テレビ朝日） - 松尾朋香 役
- アイゾウ 警視庁・心理分析捜査班「殺しのピエロ」（2023年3月28日、フジテレビ） - 宇井美和 役[28]
- Dr.チョコレート 第5話・第6話・第9話（2023年5月20日・27日・6月17日、日本テレビ） - 白石千尋 役[29]
- 大奥（2024年1月18日 - 3月28日、フジテレビ） - 高岳 役[30]
- 顔に泥を塗る（2024年7月13日 - 9月21日、テレビ朝日） - 望月一美 役[31]

#### バラエティ
- 林先生が驚く初耳学!（2016年12月11日、毎日放送）
- サンデージャポン（2017年2月5日、TBS）
- 大改造!!劇的ビフォーアフター（2017年10月1日、朝日放送）
- みんなのKEIBA（2018年1月21日、フジテレビ）
- イッピン（2018年1月23日、NHK BSプレミアム）
- 馬好王国〜UmazuKingdom〜（2018年1月27日、フジテレビ）
- 路線バスで寄り道の旅（2018年7月29日[注 1]、2020年4月5日、テレビ朝日）
- 旅サンデー「離島0円調査!平成生まれの全島民を見っけ隊」（2018年9月9日、テレビ朝日）
- FNS27時間テレビ にほん人は何を食べてきたのか?「ニッポン道 あ!明治ングJAPAN」（2018年9月9日、フジテレビ）
- ビーバップ!ハイヒール（不定期、朝日放送テレビ）
- 新美の巨人たち（2020年12月 - 、テレビ東京） - Art Traveler
- プレバト!!（不定期、毎日放送）
- 朝だ!生です旅サラダ（2022年4月16日、朝日放送テレビ）
- 解体キングダム（2023年4月5日 - 、NHK総合）[32]
- 磯田道史の歴史をゆく 光秀の真実2時間SP（BS日テレ、2025年4月30日）

#### その他
- ニッポンぶらり鉄道旅 第178回（2020年1月16日、NHK BSプレミアム） - 旅人[33]
- しあわせ気分のフランス語（2024年10月1日 - 、NHK Eテレ） - MC、生徒役
- ザ・バックヤード 知の迷宮の裏側探訪「沖縄美ら海水族館 第一弾」回（2025年01月08日、NHK Eテレ） - リポーター

### ラジオ
- イマドキッ ドゥフドゥフ90分パート2（2021年10月6日 - 、MBSラジオ） - レギュラー[34]
- BIG YELL（2022年9月29日 - 、ニッポン放送） - パーソナリティ[35]

### 映画
- 山崎一門3〜日本統一外伝（2022年） - ヒロイン・薮下皓子 役
- 極主夫道 ザ・シネマ（2022年6月3日、ソニー・ピクチャーズ エンタテインメント） - 太田佳世 役[36][37][38]
- 貞子DX（2022年10月28日、KADOKAWA）

### ショー
- Girls Award 2012S/S
- 神戸コレクション 2014S/S
- 東京ランウェイ 2014S/S、2015S/S
- 静岡コレクション 2015A/W

### CM
- ABCマート（2014年）
- 銀座イマージュ化粧品「D.スプラッシュ・ラベッラ」（2014年）[39]

## 書籍

### 写真集
- M（2017年5月15日、ワニブックス、撮影：橋本雅司）ISBN 978-4-8470-4920-0
- Second（2020年1月20日、ワニブックス、撮影：橋本雅司）ISBN 978-4-8470-8261-0